# BIDF - Budapest International Documentary Festival
A Budapest International Documentary Festival (Budapesti Nemzetközi Dokumentumfilm Fesztivál) vagy röviden BIDF egy nemzetközi dokumentumfilmes fesztivál, egyben Magyarország legnagyobb nézőszámmal rendelkező filmfesztiválja, amelyet minden évben Budapesten rendeznek meg. A fesztivált 2014-ben alapította Sós Ágnes Balázs Béla-díjas filmrendező és Balogh Rita kreatív producer. A BIDF tematikai megkötés nélkül fogadja a kreatív dokumentumfilmek nevezését, a versenybe került alkotásokat pedig egy nemzetközi zsűri díjazza a fesztivál során.

## A fesztivál díjazottjai
| 2014 |  | 2015 |
| --- |  | --- |
| Mert dolgunk van - Elwira Niewiera, Piotr Rosolowski – Dominó hatás (Lengyelország) Mert szabadok vagyunk - Vladislava Plančíková – Felvidék - Horná zem (Szlovákia) Mert gyerekek vagyunk - Teodora Ana Mihai – Augusztusra várva (Belgium) Rövidfilmek - Dina Barinova – Farsangvasárnap (Oroszország) Operatőr-díj - Farida Pacha – Nevem só (Svájc) Láthatatlan kamera-díj (az HBO különdíja) - Karin Ekberg – Elszakadás (Svédország) Közönségdíj - Erlend E. Mo – Megzavart figyelem (Dánia) |  | Nézz szembe a sztereotípiákkal - Elwira Niewiera, Piotr Rosolowski – Az Érpatak modell (Hollandia) Nézz szembe az öregedéssel - Natalia Bruschtein – Az eltűnt idő (Mexikó) Nézz szembe a szüleiddel - Alexander Nanau – Toto és nővérei (Románia) Nézz szembe az elnyomással - Orlando von Einsiedel – Virunga (Egyesült Királyság) Nézz szembe a rövidekkel - Hardik Mehta – Miről híres Ahmedabad? (India) Közönségdíj - Camilla Nielsson – Mi, Demokraták (Dánia) Életműdíj – Gyarmathy Lívia |
| 2016 |  | 2018 |
| Mert ő is normális - Christian Sønderby Jepsen – Természetesen rendellenes (Dánia) Mert enyém is a titok - Karen Guthrie – Egyre közelebb (Egyesült Királyság) Mert miénk is a hatalom - Vitaly Mansky – A Nap árnyékában (Oroszország) Mert rövidek is vannak - Maite Alberdi, Giedre Žickyte – Nem vagyok idevalósi (Chile, Dánia, Litvánia) Közönségdíj - Karin af Klintberg, Anders Helgeson – Kedves emberek (Svédország) Diákzsűri díja - Roger Ross Williams – Mesés élet (Egyesült Államok) Nyugdíjas zsűri díja - Christian Sønderby Jepsen – Természetesen rendellenes (Dánia) Életműdíj – Sára Sándor |  | Mi változunk - Roman Shumunov – Babiloni álmodozók (Izrael) Ők ártatlanok - Anna Zamecka – Az én vérem / Áldozat (Lengyelország) Te felelős vagy - Ognjen Glavonic – Mélyre temetve (Szerbia, Franciaország) Én döntök - Carlo Guillermo Proto – Életre kelteni Hassant (Chile, Kanada) Rövid leszek - Marcin Sauter – Zhalansh, a fantomváros (Lengyelország) Közönségdíj - Lucija Stojevic – La Chana, a flamenco királynője (Spanyolország, Izland, Egyesült Államok) Nyugdíjas zsűri díja - Mehrdad Oskouei – Sötét álmok (Irán) Diákzsűri díja - Mehrdad Oskouei – Sötét álmok (Irán) Különdíjak - Bartha Máté – Bajnok (Magyarország) - Simonyi Balázs – Ultra (Magyarország, Görögország) - Valérie Mitteaux, Anna Pitoun – Lenin sugárút 8. (Franciaország) Életműdíj – Gazdag Gyula |
| 2019 |  | 2020 |
| |  | |
| 2021 |  | 2022 |
| |  | |
| 2023 |  | 2024 |
| |  | |

## Stáb
| 2020                                   | Név 1                | Név 2                |
| -------------------------------------- | -------------------- | -------------------- |
| Fesztiválalapító                       | Sós Ágnes            | Balogh Rita          |
| Fesztiváligazgató                      | Sós Ágnes            |                      |
| Fesztivál koordinátor                  | ifj. Petróczy András |                      |
| Versenyprogram                         | Manuel F Contreras   | ifj. Petróczy András |
| Vendég-, Zsűri- és program koordinátor | Tóth Piroska         |                      |
| Gazdasági vezető                       | Déry Emőke           |                      |